# Episodi de I Simpson (ventunesima stagione)
La ventunesima stagione de I Simpson è stata originariamente trasmessa negli Stati Uniti d'America dal 27 settembre 2009 al 23 maggio 2010 su Fox.
La stagione comprende otto episodi della serie di produzione LABF, relativa alla precedente stagione.
L'episodio C'era una volta a Springfield è il 450º della serie.
In Italia, la ventunesima stagione è stata trasmessa dal 20 settembre al 20 ottobre 2010 su Italia 1. 
| N° | Codice di produzione | Titolo italiano                        | Titolo originale                | Prima TV USA      | Prima TV Italia   |
| -- | -------------------- | -------------------------------------- | ------------------------------- | ----------------- | ----------------- |
| 1  | LABF13               | Homer il ciccione                      | Homer the Whopper               | 27 settembre 2009 | 20 settembre 2010 |
| 2  | LABF15               | Bart prende uno zero                   | Bart Gets a 'Z'                 | 4 ottobre 2009    | 21 settembre 2010 |
| 3  | LABF16               | Per salire più in basso con la moglie  | The Great Wife Hope             | 11 ottobre 2009   | 22 settembre 2010 |
| 4  | LABF14               | La paura fa novanta XX                 | Treehouse Of Horror XX          | 18 ottobre 2009   | 23 settembre 2010 |
| 5  | LABF17               | Il diavolo veste nada                  | The Devil Wears Nada            | 15 novembre 2009  | 24 settembre 2010 |
| 6  | LABF18               | Scherzi e salute                       | Pranks and Greens               | 22 novembre 2009  | 27 settembre 2010 |
| 7  | LABF19               | Bifolchi di coccio e manici di scopa   | Rednecks and Broomsticks        | 29 novembre 2009  | 28 settembre 2010 |
| 8  | MABF01               | Fratello di Bart, dove sei?            | O Brother, Where Bart Thou?     | 13 dicembre 2009  | 29 settembre 2010 |
| 9  | MABF02               | I miei giovedì con Abie                | Thursdays With Abie             | 3 gennaio 2010    | 30 settembre 2010 |
| 10 | LABF20               | C'era una volta a Springfield          | Once Upon a Time in Springfield | 29 dicembre 2009  | 1 ottobre 2010    |
| 11 | MABF03               | Million dollar... magari!              | Million Dollar Maybe            | 31 gennaio 2010   | 4 ottobre 2010    |
| 12 | MABF05               | Un incontro con il curling             | Boy Meets Curl                  | 14 febbraio 2010  | 5 ottobre 2010    |
| 13 | MABF06               | Il colore giallo                       | The Color Yellow                | 21 febbraio 2010  | 6 ottobre 2010    |
| 14 | MABF04               | Cartoline dall'interno                 | Postcards from the Wedge        | 14 marzo 2010     | 7 ottobre 2010    |
| 15 | MABF07               | Rubare la prima base                   | Stealing First Base             | 21 marzo 2010     | 8 ottobre 2010    |
| 16 | MABF10               | La più grande storia mai ra-d'oh-ntata | The Greatest Story Ever D'ohed  | 11 aprile 2010    | 11 ottobre 2010   |
| 17 | MABF08               | American history X-cellente            | American History X-cellent      | 4 aprile 2010     | 12 ottobre 2010   |
| 18 | MABF09               | Capo di cuori                          | Chief of Hearts                 | 18 aprile 2010    | 13 ottobre 2010   |
| 19 | MABF14               | La piccola e la balena                 | The Squirt and the Whale        | 16 maggio 2010    | 14 ottobre 2010   |
| 20 | MABF12               | Videosorveglianza e reality show       | To Surveil, With Love           | 2 maggio 2010     | 15 ottobre 2010   |
| 21 | MABF13               | Boe letter blues                       | Moe Letter Blues                | 9 maggio 2010     | 18 ottobre 2010   |
| 22 | MABF11               | Il Bob vicino di casa                  | The Bob Next Door               | 25 aprile 2010    | 19 ottobre 2010   |
| 23 | MABF15               | Giudicami delicatamente                | Judge Me Tender                 | 23 maggio 2010    | 20 ottobre 2010   |

## Homer il ciccione
- Sceneggiatura: Seth Rogen ed Evan Goldberg
- Regia: Lance Kramer
- Messa in onda originale: 27 settembre 2009
- Messa in onda italiana: 20 settembre 2010

Bart e Milhouse si recano dall'Uomo dei fumetti e scoprono che l'uomo è l'autore di un fumetto intitolato Everyman nel quale il protagonista acquisisce i poteri di altri supereroi solo toccando i fumetti che li ritraggono. L'opera ha subito un successo clamoroso e alcuni produttori decidono di realizzare un film tratto dal fumetto. L'autore accetta a patto di poter scegliere l'attore protagonista. Per la parte viene scelto Homer, l'unico ritenuto dall'Uomo dei Fumetti abbastanza grasso, tracagnotto e sfigato da interpretare il suo personaggio. La compagnia produttrice, però, irrispettosa del parere dell'autore è convinta che la gente voglia vedere i supereroi come modelli di perfezione e ingaggia un uomo per far dimagrire Homer. Quest'ultimo diventa muscoloso, ma quando il suo personal trainer se ne va ingrassa nuovamente e il film esce al cinema con un Everyman che in alcuni fotogrammi è muscoloso e in altri è obeso. Il film è pessimo e i registi chiedono all'Uomo dei fumetti di scrivere sul Web che il film è bellissimo, in cambio della direzione del sequel. L'Uomo dei fumetti rifiuta e scrive in internet che il film è il peggiore che lui abbia mai visto.
- Guest star: Seth Rogen (voce di Lyle McCarthy), Matt Groening (voce di se stesso) e Kevin Michael Richardson (voce della guardia di sicurezza)
- Frase alla lavagna: Il criceto di classe non sta solo dormendo
- Gag del divano: i Simpson arrivano alla metropolitana e prendono il treno Springfield 1239 al cui interno c'è il divano.

## Bart prende uno zero
- Sceneggiatura: Matt Selman
- Regia: Mark Kirkland
- Messa in onda originale: 4 ottobre 2009
- Messa in onda italiana: 21 settembre 2010

Per movimentare la lezione della signora Edna Caprapall, Bart aggiunge dell'alcool al caffè dell'insegnante. Edna si ubriaca e viene licenziata. Il nuovo insegnante è un ragazzo giovane che si conquista velocemente l'apprezzamento dei ragazzi, consentendo loro di utilizzare i cellulari per fare lezione, via Wi-Fi o SMS. Bart però si sente in colpa e, quando si reca a trovare l'ex-maestra, scopre che la donna è caduta in depressione. Vedendo la pubblicità di un libro di aiuto per la vita chiamato La risposta, ne compra uno e lo usa per realizzare il sogno della maestra. Dopo un po' di tempo la signora Caprapall apre un negozio di muffin, e Bart rivela alla donna la verità sul suo licenziamento. Edna si arrabbia ammettendo che il suo vero sogno era insegnare. Bart vorrebbe allora rimediare facendo licenziare il nuovo insegnante per far riassumere Edna. Capisce però che sta sbagliando e confessa a Skinner dell'accaduto che, dopo averlo messo in punizione, sarebbe pronto a riassumere Edna se non ci fosse già qualcuno al suo posto. Il nuovo insegnante, davanti alla porta della presidenza, si ubriaca per suo conto, insultando gli alunni, dando così a Skinner un motivo per licenziarlo e riassumere la signora Caprapall.
- Guest star: assente
- Frase alla lavagna: Scrivere sulla lavagna non è una tortura
- Gag Del Divano: Bart spara ad Homer con una rivoltella, Homer a Bart con un fucile a pallettoni, Marge a Homer con una pistola, Lisa a Marge con due pistole e infine Maggie spara con un mitra.
- Note: questo episodio è stato trasmesso il 21 settembre 2010, con il logo di Italia 1, come riporta sulla guida tv come Prima Tv.

## Per salire più in basso con la moglie
- Sceneggiatura: Carolyn Omine
- Regia: Matthew Faughnan
- Messa in onda originale: 11 ottobre 2009
- Messa in onda italiana: 22 settembre 2010

Marge e le altre donne di Springfield sono al bowling, quando si accorgono dell'assenza dei maschi. Questi stanno assistendo tutti ad un combattimento di arti marziali miste. Marge scopre che Bart e i suoi compagni emulano i lottatori organizzando combattimenti nel cortile della scuola elementare. La donna si scandalizza e la sera entra nello stadio per protestare e convincere il patron dello sport, un ex lottatore, ad eliminare queste attività. Lui risponde proponendole una sfida di combattimento fra loro di due: chi vincerà avrà ragione. Marge accetta e comincia ad allenarsi con esperti di lotta e arti marziali, tra cui Drederick Tatum, Akira e il signor Burns. La sera dell'incontro inizialmente Marge si trova in difficoltà ma, quando Bart sale sul ring per difenderla e rischia di essere picchiato, tira fuori la sua forza materna e stende l'avversario. Dopo la vittoria, si rivolge al pubblico per opporsi alla violenza nello sport, ma ormai sono tutti usciti per vedere due barboni che lottano.
A fine episodio, nello stadio ormai vuoto, Bart sfida Lisa per "risolvere il cattivo sangue che c'è tra loro da quando Lisa è nata".
- Guest star: Chuck Liddell (voce di se stesso)
- Frase alla lavagna: Non sono allergico alle divisioni per esteso
- Gag del divano: i Simpson non trovano il divano una volta giunti in soggiorno e lo rincorrono a San Francisco, Venezia e in India, fino a trovarlo nello spazio e, dopo esserci seduti sopra, riportarlo a casa.

## La paura fa novanta XX
Tre storie di Halloween, introdotte dai tradizionali personaggi dei film horror come il mostro di Frankenstein, la Mummia, l'Uomo Lupo e Dracula che vagano per le strade di Springfield nella notte di Halloween. Dopo esser stati presi in giro da Spada (vestito come Venom), Secco (vestito da Master Chief della serie Halo) e Patata (vestito come Joker), comprano costumi nuovi e più moderni da un negozio di Halloween: Dracula si veste come Iron Man, il mostro di Frankenstein come SpongeBob, la mummia come Jack Sparrow e l'Uomo Lupo come Harry Potter. Successivamente i quattro si recano ad una festa di Halloween per adulti da Homer e Marge, ma ben presto si presentano le loro mogli (che sono le versioni femminili dei mostri), arrabbiate con i loro mariti. Homer cerca di intervenire ma le mogli cominciano ad assalirlo e viene decapitato. La testa di Homer cade in una tazza di punch, quando una "X" appare su ognuno dei suoi occhi. "Treehouse of Horror" appare sugli occhi "XX", riassumendo Treehouse of Horror XX, il titolo originario della puntata.
- Componi "D" per delitto perfetto o premi "#" per tornare al menù principale (Dial M for Murder or Press "#" to Return to Main Menu)
Questo segmento è in bianco e nero. Dopo essere stata inviata alla detenzione dalla signorina Hoover per non aver accettato una sua decisione, Lisa vuole vendetta. Bart le propone una vendetta incrociata. Lisa farà "knock-knock, ginger" alla Caprapall e Bart farà lo stesso con la Hoover. Lisa pensa che questo significhi suonare il campanello a casa della Caprapall e scappare. Tuttavia, Bart rivela ben presto che voleva che lei uccidesse la signora Caprapall, come Bart ha ucciso la signora Hoover. Bart tenta di convincere Lisa ad uccidere la signora Caprapall con un taglierino, ma lei non cede. Poi tenta di uccidere Bart con un coltello, dopo che lui le mostra la testa decapitata di Skinner. Così comincia una scena di inseguimento, parodia di diversi film di Alfred Hitchcock, in particolare Io ti salverò e L'altro uomo (con un cameo di Alfred Hitchcock e la musica di Intrigo internazionale). L'inseguimento finisce su un carosello nel parco della scuola dove Lisa, con un coltello, uccide accidentalmente Bart. Alla fine del segmento, Lisa e la signora Caprapall se ne vanno sorridendo.
- Non farti infartare, umanità (Don't Have a Cow, Mankind)
Krusty il Clown introduce una nuova versione del suo Krusty Burger, il Burger2, ottenuto da bovini che hanno mangiato altri bovini. Al momento di mangiare un hamburger in diretta televisiva, Kent Brockman diventa un morto vivente e comincia a mordere chiunque intorno a lui, innescando un'apocalisse zombie. Durante la distruzione anche il nonno rimane ucciso. 28 giorni dopo, Springfield diventa una città di zombi carnivori (di nuovo), con la famiglia Simpson tra i pochi sopravvissuti. Bart, stanco di mangiare frutta, scappa dalla sua casa barricata e mangia uno degli hamburger, ma risulta essere immune ai suoi effetti. Così, dopo aver telefonato al dottor Hibbert, che viene poco dopo divorato, i Simpson capiscono che Bart è il "prescelto" e deve raggiungere la "zona sicura". Grazie all'aiuto di Apu, essi riescono a fuggire dalla città. Ma in campagna verranno attaccati e l'indiano rimarrà ucciso. Rimasti quindi da soli, i cinque raggiungono la zona sicura, in cui Bart viene adorato come un messia. La gente pensa che mangiare Bart sia la soluzione al problema. Quest'ultimo, però, pensa ad un'altra soluzione: vaccinare la popolazione rimanente facendo fare a Bart il bagno nel cibo che la popolazione mangerà, salvando il mondo.
- Non c'è business come il Boe business (There's No Business Like Moe Business)
In stile musical di Broadway, Boe è solo e sconvolto dal fatto che non ha una fidanzata ed è invidioso quando vede Homer e Marge insieme. Quando Homer cade nello scantinato del bar ed è impalato da alcuni tubi, il suo sangue diventa l'ingrediente segreto nella nuova birra di Boe. Tutti amano questa nuova birra, dicendo che li fa sentire bene. Boe utilizza questo a suo vantaggio e corteggia Marge, facendole credere che Homer sia diventato gay. Homer, resosi conto della situazione, emerge dallo scantinato, nonostante sia trafitto dai tubi, e scaglia Boe nell'altra stanza. Alla fine, l'intero cast Simpson canta al pubblico (compresi Kang e Kodos).
- Guest star: assente
- Frase alla lavagna: assente
- Gag Del Divano: assente

## Il diavolo veste nada
Il responsabile della sicurezza del settore 7G alla centrale va in pensione e Carl viene nominato al suo posto. A differenza di quanto sperato da Lenny e Homer però, non sembra appoggiare le leggerezze di sempre dei suoi amici. Homer viene nominato suo segretario e questo lo porta a lavorare fino allo sfinimento.
Nel frattempo Marge e le sue amiche, per raccogliere fondi da donare in carità, decidono di posare per un calendario. Marge beve un po' troppo sul set e finisce per spogliarsi, tanto che il calendario viene pubblicato con solo foto sue (le amiche non compaiono), dove è ritratta seminuda e in posizioni provocanti. Homer è così spossato dal lavoro che non si accorge nemmeno del calendario: quando la sera torna a casa finisce per addormentarsi subito, trascurando Marge.
A scuola Bart si trova a disagio per il modo in cui tutti guardano il calendario di sua madre.
Homer cerca di riparare le disattenzioni con Marge, portandola in un hotel romantico sul mare, ma le richieste di Carl, che stanno diventando un'ossessione, lo raggiungono fin lì: Homer deve partire con lui per Parigi, dove si terrà un raduno sulla fissione nucleare. A Parigi Carl conosce una donna e decide fermarsi più tempo del previsto, ignorando la necessità di Homer di tornare dalla moglie.
Questa serie di circostanze porta Ned e Marge ad avvicinarsi tra loro: durante una cena arrivano quasi a baciarsi, trattenendosi appena in tempo. Homer decide di tornare da Marge a Springfield. Carl vorrebbe licenziarlo per averlo abbandonato a Parigi, ma Homer lo mette al corrente che la donna che sta frequentando in Francia non è altro che Carla Bruni, moglie del presidente della Repubblica francese Nicolas Sarkozy, e minaccia di avvertire il presidente.
Al ritorno a casa, Homer trova Ned e Marge insieme, ma dopo un primo momento di rabbia, ritiene di non doversi preoccupare per Ned.
- Guest star: assente
- Frase alla lavagna: Non ho una cotta per mia madre
- Gag del divano: i Simpson sono uomini preistorici, si siedono su un grosso ramo (sostitutivo del classico divano) posto su un laghetto di catrame e sprofondano. Subito dopo, in un museo dei nostri tempi, si vedono gli scheletri dei Simpson, conservati perfettamente.
- Curiosità: durante la sigla nel cielo passa Homer che beve una birra su una sedia legata a dei palloncini, riferimento all'episodio Arrivando in Homerica (relativo alla precedente stagione). In seguito, quando il signor Burns annuncia che ci sarà un nuovo supervisore, Homer immagina che lui, Lenny e Carl guidino tre Mini-Cooper (rossa, blu e bianca) nella centrale e uscendone ad alta velocità riferimento al film The Italian Job.

## Scherzi e salute
Dopo l'ennesima serie di scherzi, Bart viene a sapere dal direttore Skinner di un ragazzo in grado di fare scherzi più terribili dei suoi. Indagando, viene a sapere la storia dal giardiniere Willie, scoprendo che il nome del ragazzo è Andy Hamilton: quando questo frequentava la scuola, Willie era l'insegnante di nuoto nella piscina della scuola presente in passato, e Skinner era molto meno severo con gli alunni e anche fico. Quando volle farsi un bagno in piscina scopri troppo tardi che questa era stata riempita da Andy di vermi e, a causa della chiusura automatica, vi rimase intrappolato per qualche giorno: quando fu ritrovato da Willie, il direttore era completamente cambiato, degradando Willie a giardiniere e cementificando la piscina.
Nel frattempo Marge si trova con altre madri (tra cui Selma, Manjula e la madre di Gerald) per giochi e merende tra loro e i figli. Quando serve la merenda però, le altre madri si scandalizzano di come il cibo che serve sia pieno di grassi e poco salutare per i bambini, andandosene indignate. Marge decide quindi di cambiare supermercato e far mangiare a tutti solo cibi sani.
Bart intanto trova Andy, ammirandolo come fonte di ispirazione. Quando Lisa però definisce "sfigato" Andy, Bart capisce che il ragazzo non ha fatto niente della sua vita, e decide di aiutarlo a cambiare. Chiede a Krusty di assumerlo, ma Andy si fa licenziare il primo giorno.
Al successivo ritrovo tra le madri, Marge offre orgogliosa cibi sani alle altre, solo per scoprire che ora sono i contenitori in cui cucina e serve ad essere poco salutari. Scoraggiata, di lasciar perdere e strafogarsi di cibo con Homer, lasciando i cibi sani ai figli.
Bart riesce a far riassumere Andy, ma teme che invece di lavorare voglia fare uno scherzo per rovinare il programma di Krusty. Scopre invece che è stato nominato sceneggiatore e che lo scherzo fa parte dello show. Nonostante abbia trovato un lavoro e una ragazza e scriva per la TV, Lisa continua a sostenere che sia uno sfigato.
- Guest star: Jonah Hill (voce di Andy Hamilton)
- Frase alla lavagna: Halloween non è più fico della Festa del ringraziamento
- Gag del divano: i personaggi dei Simpson si esibiscono in una versione di Twelve Days of Christmas.

## Bifolchi di coccio e manici di scopa
I Simpson, di ritorno da un weekend di vacanza, hanno un incidente in macchina e vengono salvati da Cletus Spuckler. Mentre Homer scopre il mondo dei distillati illegali fatti in casa, Lisa si perde nel bosco giocando a nascondino con le figlie di Cletus e incontra tre ragazze wicca. All'inizio appare scettica come al solito, ma poi decide di tornare nel bosco e diventare una wicca, poiché, proprio nel giorno in cui non riesce a svolgere un compito, si assenta la Hoover per una strana malattia e riceve comunque una A. A Lisa viene così il dubbio che sia merito di una maledizione delle tre wicca. Ned Flanders viene a sapere le intenzioni di Lisa e decide di chiamare la polizia. Nel frattempo Homer e Cletus girano per la campagna per gustare i distillati illegali degli altri bifolchi. La sera dell'iniziazione di Lisa coincide con un raduno di distillati illegali. Quando la polizia si avvicina, il raduno viene abbandonato in fretta e i distillati gettati nel fiumiciattolo. Il commissario Winchester arriva sul posto del rito wicca e arresta le tre ragazze. Il primo giorno del processo, le tre ragazze pregano la natura di salvarle e metà delle persone della città diventa cieca. Il processo si conclude perché giudicato dal giudice inconsistente, ma la città, colpita dall'apparente maledizione della cecità, decide di farsi giustizia da sola e assicurarsi di sapere se le tre ragazze siano veramente delle streghe, con un metodo simile a quelli utilizzati durante la caccia alle streghe. Lisa però ferma la folla adirata, rivelando che molti abitanti sono rimasti accecati perché quando i distillatori hanno gettato i loro alcolici nel fiume essi hanno contaminato la riserva idrica cittadina. Ogni persona che ha quindi bevuto dai rubinetti ha subito la temporanea cecità. Le tre ragazze vengono liberate, e anche se Lisa decide di non diventare più una wicca, conclude di voler essere meno razionale e più libera.
- Guest star: Neve Campbell (voce di Cassandra)
- Frase alla lavagna: I sindacati delle insegnanti non governano questo Paese
- Gag del divano: la famiglia Simpson insieme a Patty e Selma stanno per tagliare il tacchino a tavola, ma si buttano su di esso per prenderne una parte e si mettono a mangiarlo davanti alla TV.

Il titolo è un riferimento al film Pomi d'ottone e manici di scopa (Bedknobs and Broomsticks, 1971) in cui Angela Lansbury interpreta una strega buona che cerca di padroneggiare la magia per sconfiggere i nazisti. Durante l'episodio viene anche citato l'episodio dello stupro di Un tranquillo weekend di paura (1972).

## Fratello di Bart, dove sei?
Bart, vedendo Lisa e Maggie che giocano insieme, scopre improvvisamente la mancanza di un fratello e di un legame con lui. Quando Homer declina la richiesta del figlio perché non vuole un altro figlio, Bart fa di tutto perché sua madre rimanga incinta. Quando però viene a sapere da Secco, Spada e Patata dell'esistenza degli anticoncezionali, cerca di sabotare Marge sostituendo le sue pillole con delle tic tac. Marge lo scopre e ne parla col figlio: quando Bart capisce che potrebbe avere anche una terza sorella decide di cambiare strategia. Va in un orfanotrofio per adottare un fratello, ma ovviamente non glielo danno. Un bambino dell'orfanotrofio di nome Charlie però lo sente parlare e scappa per raggiungerlo a casa Simpson. I due passano una giornata come fratelli, ma alla sera Lisa li raggiunge e convince Bart a riportare Charlie all'orfanotrofio, perché altrimenti dovrebbero vivere sempre in fuga. Quando poi Bart torna a trovare Charlie, scopre che è stato adottato da una famiglia e che ora ha sei sorelle.
- Guest star: Peyton Manning (voce di se stesso), Eli Manning (voce di se stesso), Cooper Manning (voce di se stesso), Smothers Brothers (voce di loro stessi), Kim Cattrall, Huell Howser (voce di se stesso), Jordan Nagai (voce di Charlie)
- Frase alla lavagna: assente
- Gag del divano: i cuscini del divano e tutti gli altri soprammobili lì vicino stanno ballando. Quando la famiglia arriva, smettono di farlo e tornano tutti al loro posto.

Il titolo è un riferimento al film Fratello, dove sei? (O Brother, Where Art Thou?, 2000).

## I miei giovedì con Abie
Nonno Simpson, lasciato solo su una panchina dalla famiglia che assiste ad uno spettacolo con un polpo in un parco marino, viene avvicinato da Marshall Goldman, un giornalista che si interessa ai suoi racconti. Quando vengono pubblicati su The Springfield Shopper, Homer si rende conto di quanto fossero interessanti i racconti di suo padre. A scuola nel frattempo, a Bart viene affidato Larry (l'agnellino di pezza della classe) per il weekend. Siccome a lui non interessa nulla del pupazzo, Lisa si offre di accudirlo al suo posto per evitare che il fratello lo distrugga. Purtroppo, per una disattenzione Larry le cade nelle fogne. Homer nel frattempo vuole recuperare il rapporto col padre, ma viene respinto da Abe che gli dice che Marshall è stato più figlio di lui ascoltando le sue storie. Decide allora di scrivere un suo racconto e portarlo allo Springfield Shopper. Quando è lì, entra per curiosità nell'ufficio di Goldman, e scopre che intende uccidere suo padre per farne una storia e diventare famoso. Bart nel frattempo scopre che Lisa ha perso Larry e scende nelle fogne per ritrovarlo: viene inseguito prima da gatti e topi di fogna, poi riesce a ritrovare Larry anche se il pupazzo si rompe quando lo usa per uscire dalle fogne. Homer raggiunge il padre sul treno dove Marshall progetta di ucciderlo, ma il giornalista ha una pistola e Homer si ritrova con le spalle al muro. Abe però riesce a mettere fuori gioco Marshall, e perdona il figlio perché perlomeno non ha mai tentato di ucciderlo. Nel finale, Larry è stato riparato e Abe spiega al figlio come vaneggiare, e la puntata si conclude con un vaneggiamento di Homer.
- Guest star: Mitch Albom (voce di se stesso)
- Frase alla lavagna: assente
- Gag del divano: i componenti della famiglia Simpson sono le palline in un flipper ispirato al divano di casa.

## C'era una volta a Springfield
Il programma di Krusty sta perdendo gli ascolti delle bambine, per cui gli viene affiancato nel programma una ragazza di nome Penelope per riconquistare l'audience. Nel frattempo Homer scopre che al lavoro il signor Burns ha tolto le ciambelle per ridurre i costi. Quando se ne lamenta con Lenny e Carl da Boe, un uomo propone loro di lavorare per la sua centrale. Penelope nel programma di Krusty interpreta una principessa col suo nome, e subito raccoglie numerosissime fan, sostituendo il franchising di Krusty. Quando il clown decide di affrontarla verbalmente, la ragazza gli rivela di amarlo da quando aveva 12 anni, e i due si mettono insieme. Il programma diventa di carattere totalmente mieloso e inneggia continuamente all'amore, suscitando il disgusto di Bart e Milhouse. In una puntata, Krusty chiede alla ragazza di sposarlo, così i due bambini decidono di fermare il matrimonio. Homer, Lenny e Carl nel frattempo sono pronti a lasciare la centrale dopo aver constatato i vantaggi dell'altro lavoro, ma vengono intercettati nel parcheggio dal signor Burns, che li corrompe con delle ciambelle di lusso e li riesce a tenere a lavorare per lui. Al matrimonio di Krusty, Bart e Milhouse mostrano a Penelope come il clown abbia trattato male le mogli dei suoi precedenti 15 matrimoni, ma alla ragazza la cosa non importa. Krusty però si rende conto di poter far soffrire la ragazza che ama, e decide di non sposarla. Penelope va a Parigi, suonando canzoni malinconiche con una chitarra, ma viene raggiunta da Krusty, che le dice di aver cambiato idea e di voler stare con lei. La puntata si chiude con una scritta in sovraimpressione recitante «Grazie di questi 20 meravigliosi anni - Il meglio deve ancora arrivare».
- Guest star: Anne Hathaway (voce della principessa Penelope), Jackie Mason (voce del rabbino Hyman Krustofsky), Eartha Kitt (voce di sé stessa), Gary Larson (voce di se stesso)
- Frase alla lavagna: Il mondo potrà anche finire nel 2012 ma questo programma no
- Gag del divano: i componenti della famiglia Simpson sono degli spermatozoi che fecondano una cellula uovo con dentro il divano. La cellula uovo si moltiplica fino a diventare un bambino con la faccia del signor Burns, che esordisce con la sua esclamazione: «Eccellente!»

## Million dollar... magari!
Homer, al lavoro, trova in un biscotto della fortuna un biglietto che gli dice che quello sarà il suo giorno fortunato. All'inizio è scettico, ma cambia idea quando cominciano a capitargli eventi fortunati. Lisa, nel frattempo, scopre che alla casa di riposo di Springfield il televisore non ha il decoder e si offre di andarlo a comprare. Quando è all'ipermercato vede il signor Burns divertirsi con la console Funtendo Zii (chiaro riferimento alla Nintendo Wii) e decide di comprare quella. Homer intanto deve raggiungere la famiglia per un duetto con Marge ad un brindisi di nozze, ma si ferma al Jet Market per comprare un biglietto della lotteria convinto di vincere. Quando si precipita al ricevimento ha però un incidente e cade nella scarpata; risvegliatosi all'ospedale, scopre di aver effettivamente vinto un milione di dollari, ma non può dirlo a Marge perché altrimenti scoprirebbe che ha fatto altro invece di andare al ricevimento. Fa riscuotere i soldi da Barney e li nasconde in un albero del giardino di casa. Non può permettersi di spenderli liberamente, quindi compra le cose di cui la famiglia ha bisogno e gliele fa trovare quasi per caso. Lisa porta la Zii agli anziani, che cominciano a divertirsi con essa. Un giorno Bart scopre Homer che prende i soldi dall'albero e il padre racconta l'accaduto; inizialmente si divertono insieme spendendo un po' di soldi, ma quando Homer vuol far tornare al dovere il figlio, Bart lo ricatta dicendo che rivelerà tutto alla madre. Lisa, tornata alla casa di riposo, scopre che le infermiere hanno distrutto la Zii, perché gli anziani, risvegliandosi dal loro torpore, le obbligavano a lavorare di più. Homer, all'ennesimo ricatto di Bart, decide di dire tutto alla moglie. Quando le confessa tutto, lei è felice dei soldi che hanno, ma Homer le dice che ormai li ha spesi tutti per la famiglia. Marge comunque lo perdona.
- Guest star: Chris Martin (voce di se stesso)
- Frase alla lavagna: assente
- Gag del divano: Homer, seduto sul divano, fa partire da un iPhone la gag del divano, ma il signor Burns lo interrompe chiamandolo. Lui si spaventa e ingoia il telefonino, mentre la famiglia ha preso posto sul divano.

## Un incontro con il curling
Homer e Marge scoprono il curling in una pista di pattinaggio, appassionandosi allo sport. Dopo mesi di allenamento, insieme a Skinner e alla madre Agnes, si qualificano per le Olimpiadi di Vancouver 2010. Lisa nel frattempo, comincia a collezionare spillette olimpiche in modo esagerato. Prima della semifinale, Agnes dice di voler allontanare dalla squadra Homer poiché non abbastanza bravo, ma Marge si oppone promettendo di rimediare agli errori del marito. Lisa intanto arriva a cedere le sue perle per l'ennesima spilletta. Durante la semifinale, Marge riesce a rimediare all'ennesimo errore di Homer, ma si rompe un braccio nel tentativo. Bart scopre il problema della sorella con le spillette e la aiuta a smettere, prima facendogliele gettare tutte, poi truffando il venditore, spacciando un pezzo capovolto di una foto di Homer per la nuova e inedita spilletta delle prossime Olimpiadi invernali in Russia del 2014, Fatov, facendosi ridare le perle. Mentre con Seymour la squadra statunitense è pronta a dare forfait per l'indisposizione di Marge, Homer scopre che la moglie è mancina, e decidono di giocare lo stesso la finale. Marge riesce a far vincere la squadra usando solo il braccio sinistro, e festeggiano l'oro olimpico.
- Guest star: Bob Costas
- Frase alla lavagna: assente
- Gag del divano: nonno Simpson si fa leggere le carte che hanno come figure i personaggi della famiglia Simpson. Quando la cartomante svolta la carta della morte con su Maggie, Abe si spaventa e gliela rivolta contro uccidendola.

## Il colore giallo
Lisa, per una ricerca di scuola, si informa sull'albero genealogico di famiglia. Alla ricerca di un buon antenato, in soffitta trova il diario di Eliza Simpson. Scopre che lei e la sua famiglia nel 1860 aiutavano gli schiavi a fuggire in Canada. Il diario racconta che Eliza si intrufolò nella proprietà del colonnello Burns (padre di Montgomery Burns) e liberò il suo schiavo Virgil, venendo scoperta dalle guardie e costretta a scappare; a quel punto il diario diventa illeggibile. In biblioteca trova un libro di ricette della madre di Eliza che racconta che la figlia riuscì a fuggire e tornare a casa. A scuola, espone con orgoglio la storia di Eliza, ma Milhouse rivela che leggendo il diario del suo antenato ha scoperto che la storia non era finita. Il colonnello Burns, corrompe Hiram (il padre di Eliza) e la ragazza non dice niente per opporsi. Lisa, disperata, si reca di nuovo in biblioteca e scopre un filmato di Eliza, dove ormai vecchia confessa che quello di non aver salvato Virgil sia il suo unico rimpianto. Lisa, tornata dalla famiglia, lamenta di aver ormai perso le speranze di trovare qualche buon antenato, ma a quel punto nonno Simpson confessa di sapere la vera fine della storia. La madre di Eliza, conoscendo il marito, salva Virgil minacciando Burns con un fucile, poi insieme a lui si dirige verso il Canada. Alla fine del viaggio, i due si avvicinano anche sentimentalmente, la donna divorzia da Hiram e sposa Virgil, mantenendo il cognome Simpson poiché l'ex schiavo non ne aveva uno. Loro figlio è il bisnonno di Abe; la famiglia Simpson scopre così di avere un antenato nero.
- Guest star: Wren T. Brown (voce di Virgil)
- Frase alla lavagna: assente
- Gag del divano: i Simpson si tuffano e nuotano in una piscina per raggiungere il divano, ma Homer annega e resta a galleggiare dopo il tuffo.

## Cartoline dall'interno
All'ennesimo compito non svolto, la maestra Caprapall fa chiamare i genitori di Bart con una lettera e quest'ultimo si trova così un mese di compiti arretrati. Quando Bart capisce che Marge lo compatisce, cerca di farla litigare con Homer, che invece vuole che il figlio svolga tutti i compiti, per sfruttare la situazione a proprio vantaggio. I coniugi litigano, ma si riappacificano e decidono di ignorare le marachelle del figlio per non rovinare il matrimonio. Bart si rende conto che gli scherzi non sono più divertenti senza nessuno che lo sgridi. Tenta allora di far crollare la scuola usando la vecchia metropolitana abbandonata. Homer e Marge trovano una lettera di Lisa che li avverte del pericolo e Homer riesce a fermare Bart azionando il freno di emergenza. I genitori sgridano il figlio e riprendono a metterlo in punizione per un mese; Lisa va da Bart e gli dice che sa che in realtà è stato lui a scrivere la lettera che ha firmato col nome della sorella, ma che manterrà il segreto.
- Guest star: assente
- Frase alla lavagna: assente
- Gag del divano: il divano è una pignatta e Ralph Winchester, bendato, la rompe facendo uscire la famiglia Simpson.

## Rubare la prima base
La signora Caprapall è assente e la scuola non può permettersi un supplente, così la classe di Bart viene unita all'altra quarta elementare della scuola. Lì Bart è compagno di banco di una ragazza di nome Niki di cui s'innamora. Quando chiede al nonno come fare per conquistarla, lui gli dice di rubarle un bacio. Bart il giorno successivo bacia Niki, che però ne rimane scandalizzata. I suoi genitori, avvocato la madre e pubblico ministero il padre, venuti a saperlo minacciano di fare causa alla scuola e obbligano l'istituto a proibire ogni tipo di contatto fisico. Lisa nel frattempo è alle prese col suo problema di essere distanziata dai compagni poiché brava a scuola. Quando si sfoga sul suo blog dell'orto botanico, un misterioso utente di nome "flusa1" le dice di non arrendersi. Niki nel frattempo sembra aver preso interesse per Bart e i due si scambiano effusioni di nascosto. Mentre Lisa nel cortile della scuola si chiede chi possa aver lasciato il commento, atterra un elicottero da cui scende Michelle Obama, venuta a parlare a tutti dell'esempio di Lisa e di come anche lei sia stata brava a scuola e ora sia la moglie del Presidente degli Stati Uniti d'America ("flusa1" sta per First Lady U.S.A. 1, perché Ralph aveva già preso il nickname "flusa"). Bart intanto è sul tetto con Niki, ma la ragazza continua a cambiare opinione e lui non sa come comportarsi; subito dopo lui ha un incidente e cade dal tetto. Nessuno lo tocca per la legge che lo proibisce a scuola e tutti attendono l'ambulanza. Niki però si fa largo tra le persone e lo salva praticandogli la respirazione bocca a bocca, durante la quale Bart sogna alcuni famosi baci della storia del cinema ispirata alla scena finale del film di Giuseppe Tornatore Nuovo Cinema Paradiso. Quando Bart la ringrazia e dice di amarla, la ragazza lo ignora, continuando poi ad alternare amore e indifferenza per Bart, sempre più confuso che alla fine grida "Io ti amo!".
- Guest star: Sarah Silverman (voce di Nikki), Angela Bassett (voce di Michelle Obama)
- Frase alla lavagna: La seconda guerra mondiale non ha potuto picchiare la prima
- Gag del divano: su un orticello in giardino incomincia a piovere e crescono velocemente delle zucche. La famiglia Simpson, in versione insetto, si deposita su una zucca di forma allungata come il divano.

## La più grande storia mai ra-d'oh-ntata
Ned Flanders decide di invitare Homer ad un pellegrinaggio in Terra santa per cercare di riconvertirlo al cristianesimo. Durante la visita alla basilica del Santo Sepolcro, Homer si addormenta sulla tomba di Gesù facendo venire a Ned una crisi di nervi che impedisce ad entrambi di entrare nella chiesa a vita. Credendo Flanders fuggito nel deserto (in realtà entrato in un bar), Homer si inoltra tra le dune del deserto perdendosi, finché si ritrova vicino al Mar Morto dove ha un'allucinazione che gli fa credere di essere il Messia. Decide così di recarsi alla Cupola della Roccia (in quanto luogo sacro per tutte e tre le religioni abramitiche) per spiegare che non ha senso essere divisi fra cristiani, ebrei e musulmani (lanciando il messaggio "Pace e pollo!"). Flanders capisce di aver migliorato un po' il vicino, sebbene soffra in realtà della sindrome di Gerusalemme, come tutto il resto della comitiva con cui sono andati.
- Guest star: Sacha Baron Cohen (voce di Jakob), Yael Naim (voce di Dorit)
- Frase alla lavagna: assente
- Gag del divano: i membri della famiglia Simpson, parodiando le gare dei cani, sono portati nel soggiorno al guinzaglio. Bart viene decretato vincitore e questo porta all'ira Homer che lo attacca.

## American history X-cellente
Montgomery Burns finisce in prigione quando la polizia scopre che in casa sua c'è un dipinto rubato da un museo ed il signor Smithers prende il suo posto alla centrale. All'inizio questi si dimostra gentile con i lavoratori, ma quando scopre che essi si approfittano di lui si incattivisce diventando peggio del suo predecessore. Lisa e Bart nel frattempo si occupano di allevare delle formiche. Durante un litigio su come sfamarle, la casa delle formiche si rompe ed il piccolo aiutante di Babbo Natale le mangia tutte tranne una. I fratelli riprendono ad allevare la formica superstite, ma Lisa si accorge che le resta poco da vivere, per cui decidono di lasciarla libera. Il piccolo aiutante di Babbo Natale però divora anche lei. Il signor Burns intanto in cella conosce un uomo (John Coffey de Il miglio verde) che lo redime dalla sua malvagità; Homer, Lenny e Carl si intrufolano in prigione per liberarlo, poiché preferiscono lui al signor Smithers. L'uomo che ha redento Burns gli chiede se vuole veramente andarsene, ma quest'ultimo dice che in fondo un po' della sua malvagità è rimasta e si è riprodotta velocemente, quindi torna alla centrale e tutto torna come prima.
- Guest star: Joe Mantegna (voce di Tony Ciccione), Kevin Michael Richardson
- Frase alla lavagna: Gli hot dog non sono segnalibri
- Gag del divano: la famiglia Simpson si siede su un divano di fronte casa e la facciata dell'abitazione, in realtà una sagoma di cartone, cade in avanti senza tuttavia schiacciarli (cita una gag dei film di Buster Keaton).

## Capo di cuori
Bart a scuola scopre il gioco "palle da battaglia" (evidente riferimento a Bakugan), il direttore Skinner lo vede intento in scambi coi compagni e pensa che si tratti di narcotraffico, così chiama Marge e glielo riferisce. Homer nel frattempo, arrestato e condannato a lavori socialmente utili, stringe amicizia col commissario Winchester. Durante una rapina in cui Homer segue l'amico, il commissario rimane gravemente ferito cercando di salvare Homer. Homer rimane all'ospedale ad assistere l'amico, ma quando si riprende gli dice di voler tornare dalla famiglia. Winchester rimane offeso e i due hanno un diverbio. Marge nel frattempo, convinta che il figlio traffichi droga, mette a soqquadro la camera di Bart per trovarla. Quando questi la sorprende, Marge chiede al figlio spiegazioni e Bart chiarisce la faccenda, scoprendo però che alla madre piace il suo gioco; infastidito dal fatto che a sua madre piaccia il gioco decide di gettarlo via. Intanto Eddie e Lou, preoccupati perché Winchester è scomparso, vanno da Homer perché li aiuti a ritrovarlo. Homer ritrova l'amico nel luogo in cui amavano stare, ma nel tentativo di fermare Tony Ciccione ed i suoi che stavano falsificando magliette Lacoste lì vicino, vengono entrambi catturati. Grazie però ad una collaborazione fra i due, riescono a liberarsi e a catturare i criminali.
- Guest star: Jane Kaczmarek (voce del giudice Grazia Negata), Maurice LaMarche, Joe Mantegna (voce di Tony Ciccione)
- Frase alla lavagna: Questo conta come lezione di ginnastica e arte
- Gag del divano: a qualcuno vengono servite le pietanze con le facce dei Simpson: un'insalata (Homer), un brodo (Lisa), degli spaghetti (Marge), una bistecca (Bart) ed infine il conto con una mentina (Maggie). Si scopre che a mangiare era l'Uomo dei fumetti, che dopo essersi pulito la bocca lascia cadere un tovagliolo con l'immagine dei Simpson seduti sul divano.

## La piccola e la balena
A causa della bolletta della luce troppo cara Homer decide di staccare tutti gli apparecchi elettrici per risparmiare, ma Lisa lo convince a passare a energie rinnovabili per farlo in modo più intelligente. Vanno ad una fiera ed installano una pala eolica in giardino; Homer decide di interrompere il contratto con la centrale e di vivere solo con l'energia prodotta dal vento, ma si accorge solo dopo che in assenza vento non hanno elettricità. Con l'arrivo di una tempesta molto forte, la pala viene comunque distrutta. Bart e Lisa, in giro per la città a vedere i danni causati, trovano una balena spiaggiata. Lisa cerca subito di salvarla, battezzandola Bluella de Balenon, e chiede aiuto al padre, ma né lui né il resto di Springfield riesce a ributtarla in mare. Lisa rimane con la balena, finché essa non muore e lei ci rimane male (inizialmente pensava che fosse stata salvata dall'EPA ma in verità era un sogno). Mentre Springfield usa la carcassa della balena per un gran numero di prodotti, Lisa è tormentata dal ricordo della balena, e ritornando sulla spiaggia vede due piccole balene in mare. Capisce che sono i figli di Bluella, la balena morta, ma essi sono subito minacciati da alcuni squali. Insieme al padre si precipita per salvarli, ma vengono bloccati da due animalisti che le fanno capire che per salvarli dovrebbe uccidere altri animali innocenti. Decide di lasciar fare alla natura il suo corso, ma Homer cade in acqua e viene circondato dagli squali. Arriva in quel momento il padre delle balene che salva Homer e scaccia gli squali, poi si allontana con i figli, mentre la famiglia Simpson li guarda allontanarsi dal pontile.
- Guest star: assente
- Frase alla lavagna: South Park - We'd stand beside you if we weren't so scared[1] (South Park - saremmo al vostro fianco se non fossimo così spaventati). Audio: Je ne suis pas français[2]
- Gag del divano: vengono mostrate una serie di pagine dello Springfield Shopper dove c'è la cronaca della storia in cui il divano lascia la famiglia per poi alla fine tornare da loro.

## Videosorveglianza e reality show
Lisa viene invitata in un gruppo di dibattito, ma perde la sfida di discussione perché bionda. Homer scorda una borsa riempita di plutonio alla stazione. I cittadini, preoccupati per la minaccia del terrorismo, accettano che un'azienda londinese li spii attraverso delle telecamere. L'incarico di controllare la città viene dato a Ned Flanders, che se ne serve in maniera eccessiva, rimproverando comportamenti che non rispettano la Bibbia attraverso un altoparlante. Lisa nel frattempo, continuando a sentire pregiudizi verso le bionde, decide di tingersi i capelli per farli diventare castani. Bart scopre casualmente un'area, situata nel giardino di casa sua, in cui le telecamere non possono controllarli. Homer e suo figlio decidono di guadagnare soldi facendo pagare l'ingresso all'area, dove i cittadini di Springfield possono fare ciò che vogliono. Lisa, ora castana, vince un dibattito, e dimostra ai giudici di aver vinto solo perché castana. Marge, quando scopre cosa ha fatto Homer, siccome in disaccordo si lascia scappare la cosa senza rendersi conto di essere spiata e così Ned li scopre. A quel punto, dopo aver ascoltato le ragioni di Homer, decide di distruggere le telecamere. Alla fine si scopre che Springfield si era resa, involontariamente, protagonista di un reality show trasmesso nel Regno Unito dal titolo I buzzurri americani. Poiché le telecamere vengono distrutte, il proprietario dell'azienda di sorveglianza avvisa la regina Elisabetta II dell'accaduto, mentre il principe Carlo si lamenta con sua madre del fatto che il suo gatto abbia l'alito che puzza di cibo per gatti.
- Guest star: Eddie Izzard
- Frase alla lavagna: assente
- Gag del divano: la sigla e la gag del divano sono sostituite dalla canzone Tik Tok di Kesha interpretata dalla città di Springfield.

## Boe Letter Blues
In occasione della festa della mamma, i padri di Springfield vanno con i figli sull'isola delle Donnole Selvagge, vicino a Springfield, per lasciare tempo libero alle madri. Mentre stanno partendo, Homer, Apu e Lovejoy ricevono una lettera di Boe che li informa che una delle loro mogli sta per scappare con lui. I tre, arrivati sull'isola si interrogano su chi possa essere tra loro. Tutti e tre ricordano episodi spiacevoli in cui le mogli erano state da sole con Boe dopo aver litigato con i mariti. Quando il traghetto torna a prenderli e li riporta a Springfield, Homer è il primo che torna a casa. Fortunatamente Marge è ancora lì, e sta semplicemente facendo un ritratto alla madre (che si credeva morta). Anche Lovejoy quando torna dalla moglie scopre che ha organizzato una vacanza romantica per ricucire i rapporti. Apu tornando a casa trova Boe e la moglie, ma il barista spiega che non è lì per scappare con lei. I tre mariti si riuniscono al bar di Boe, e lui spiega di aver mandato la lettera per far loro notare che trattavano male le mogli, e di averle poi convinte a perdonare i mariti.
- Guest star: Don Pardo (voce di se stesso)
- Frase alla lavagna: Mangiare le verdure non è un regalo per la festa della mamma
- Gag del divano: Nelson costruisce un modellino precostruito del divano e della famiglia Simpson, poi lo fa esplodere con un petardo ridendo.

## Il Bob vicino di casa
Nella casa a fianco a quella dei Simpson si trasferisce un certo Walt Warren. Bart lo ritiene essere Telespalla Bob poiché riconosce in lui la sua voce. Gli altri però non gli credono perché Walt si dimostra un uomo completamente diverso da Bob. Per rassicurare il figlio, Marge porta il figlio alla prigione e Bart vede in effetti che Bob è in una cella di isolamento. Subito dopo la visita però, Bob riesce a fuggire dalla cella e si dirige verso la casa dei Simpson. Walt nel frattempo invita Bart ad una partita degli Isotopi allo stadio ed il ragazzo accetta. Bob arriva a casa dei Simpson ma viene sopraffatto da Homer; l'uomo però afferma di essere il vero Walt, e che Bob ha preso il suo posto e ora vuole uccidere Bart. Per dimostrare ciò che dice, si toglie le scarpe e mostra che i suoi piedi sono piccoli. Il vero Bob intanto ha legato Bart al sedile e svela il suo piano: Walt era il suo compagno di cella, l'ha addormentato e ha scambiato le loro facce per assomigliare a lui, riuscendo ad uscire poiché Walt era dentro per un reato minore. I Simpson vanno a casa di Bob e scoprono che vuole uccidere Bart al confine dei cinque stati. Quando raggiungono l'ultima stazione di rifornimento prima della meta, la cameriera della tavola calda dice però che Bob si è diretto in Messico. Mentre i Simpson si dirigono lì, Walt non le crede perché convinto sia rimasta affascinata dalla sua faccia (che ora ha Bob) e si dirige verso la meta originale. Bob nel frattempo, al confine dei cinque stati rivela a Bart che l'ha portato lì in modo che il suo omicidio non sia perseguibile in nessuno dei cinque stati, poiché lui spara in uno e Bart viene colpito e muore in un altro. Walt arriva appena in tempo per salvare Bart e disarmare Bob, ma questo riprende la pistola ed intende uccidere entrambi. A quel punto però il commissario Winchester arriva per arrestare Bob (avvisato da Bart prima di uscire di casa, poiché ancora non si fidava), ed altrettanti poliziotti arrivano dagli altri quattro stati, impedendogli di essere fuori da una giurisdizione non controllata dalla polizia. Bob viene così arrestato, ed i Simpson commentano che non potranno avere vicino peggiore di lui. Al posto di Bob si trasferisce il cugino di Flanders con le figlie uguale nei modi a Ned e ai figli che fa andar Homer fuori di testa.
- Guest star: Kelsey Grammer (voce di Telespalla Bob)
- Frase alla lavagna: Batman non è nessuno senza la sua cintura degli attrezzi
- Gag del divano: un bambino (riferimento al noto libro per bambini Harold e la matita viola) disegna il divano ed il salottino su uno sfondo bianco ed i Simpson accorrono sul divano disegnato. Homer gli chiede poi di disegnargli una birra per poterla bere.
- Curiosità: L'episodio fa riferimento al film Face/Off - Due facce di un assassino, con Nicolas Cage e John Travolta. Nell'adattamento italiano, la battuta di Bob riferita al libro Harry Potter e il principe mezzosangue è stata erroneamente tradotta in "È un libro per bambini di 4 anni" invece di "È un libro di/uscito 4 anni fa".

## Giudicami delicatamente
Al concorso del cane più brutto di Springfield, Boe per caso fa un commento sarcastico e viene acclamato dalla folla come giudice al posto di Krusty. Dopo il concorso, gli viene chiesto di fare il giudice in molti altri concorsi ed eventi, sempre coi suoi commenti cattivi e sarcastici. Dopo un po', viene scelto per diventare un giudice di American Idol. Con Boe a Hollywood, il bar viene chiuso e Homer resta a casa sommergendo Marge di attenzione; sentendosi soffocata, la donna cerca prima di mandarlo in un altro bar, poi sotto suggerimento di nonno Simpson decide di farlo giocare a golf. Intanto Simon Cowell, un altro dei giudici del programma, consiglia a Boe di non diventare un giudice cattivo come lui, perché poi si ritroverà solo. Quando a Boe tocca giudicare, esordisce con un commento positivo, venendo poi schernito da Simon. Quando gli chiede il perché di tutto ciò, Simon rivela di averlo sabotato per non farsi sostituire da lui come giudice ultrapagato. Boe cerca quindi di ucciderlo con una bottiglia rotta, ma viene portato via e bandito per sempre dalla California. Marge nel frattempo scopre da un anziano al campo di golf, che iniziando a giocare Homer si farebbe talmente coinvolgere da trascurare poi la propria famiglia; impedisce quindi al marito di iniziare a giocare. Con Boe che riapre il suo bar, tutto ritorna come prima.
- Guest star: Simon Cowell (voce di se stesso), Randy Jackson (voce di se stesso), Ellen DeGeneres (voce di sé stessa), Kara DioGuardi (voce di sé stessa), Rupert Murdoch (voce di se stesso), Ryan Seacrest (voce di se stesso)
- Frase alla lavagna: Il finale di "Lost": era tutto un sogno del cane
- Gag del divano: Homer e Bart usano due burattini che li rappresentano, ma poi finiscono come al solito e Homer strangola Bart.